# Master Mold
Master Mold is een fictieve robot superschurk uit de strips van Marvel Comics. Hij is vooral een vijand van de X-Men aangezien hij werd ontworpen als een wandelende Sentinelfabriek, en sentinels op mutanten jagen. Hij werd bedacht door Stan Lee en Jack Kirby, en verscheen voor het eerst in Uncanny X-Men #15.

## Biografie
Master Mold werd gemaakt door Dr. Bolivar Trask gedurende de originele X-Men-serie. Trask was de uitvinder van de Sentinels, die hij had gemaakt uit angst dat mutanten ooit de wereld zouden overnemen en normale mensen tot slaven zouden maken. Om de sentinels te maken en te commanderen maakte Trask een extra grote Sentinel. Dat was Master Mold. Buiten ieders weten om werd Master Mold geprogrammeerd door de tijdreizende Madame Sanctity om “De Twelve” uit te roeien; mutanten die verbonden waren met de opkomst van Apocalypse.
Dr. Bolivar Trask gaf Master Mold ook sterke wapens en de mogelijkheid om te praten. Tevens was hij mobiel, zodat hij zichzelf kon verdedigen tegen mutanten en naar een andere schuilplaats kon worden gebracht.
De originele Master Mold werd uiteindelijk vernietigd, maar verschillende kopieën doken in de jaren daarna op. Een van deze Master Molds fuseerde zelfs met de futuristische sentinel Nimrod tot Bastion, een bijna menselijke Master Mold.
Een van de Master Molds werd door Cassandra Nova ingezet voor een Sentinelaanval op Genosha.

## In andere media

### X-Menanimatieserie
Master Mold speelde een belangrijke rol in het eerste seizoen van de X-Men animatieserie uit de jaren 90. In dit seizoen worden Gambit, Storm en Jubilee ontvoerd door Sentinels en naar Genosha gebracht waar ze samen met andere ontvoerde mutanten moeten werken aan een enorme stuwdam die energie moet opwekken voor Master Mold. De groep weet te ontsnappen.
Later in het seizoen blijkt dat Dr. Traks, de maker van Master Mold, de controle over Master Mold kwijt is. De robot heeft in Washington, D.C. Senator Kelly en een dozijn andere belangrijke wereldleiders gevangen met het plan ze te veranderen in zijn willoze slaven. Aan het eind van het seizoen lijkt Master Mold te worden vernietigd wanneer Professor X en Magneto de met explosieven beladen X-Jet tegen Master Mold laten aanvliegen.
Master Mold en zijn Sentinels duiken in seizoen 4 echter weer op. Aan het eind van dit seizoen werd hij voorgoed vernietigd door Morph.

### Computer- en videospellen
- Master Mold, in feite een enorme Sentinel bestuurd door de mutantenhater Generaal Kincaid, is de eindbaas in het spel X-Men: Legends.
- Master Mold duikt op als de laatste eindbaas voor Cyclops in het spel Spider-Man and the X-Men: Arcade's Revenge uit 1992, maar hij wordt in dit spel aangeduid als “Master Blast”.
- Master Mold is de baas in het vierde level van Konami's X-Men arcadespel.
- In X-Men: The Official Game is Master Mold een van de hoofdvijanden.